# Dvouvláknová RNA

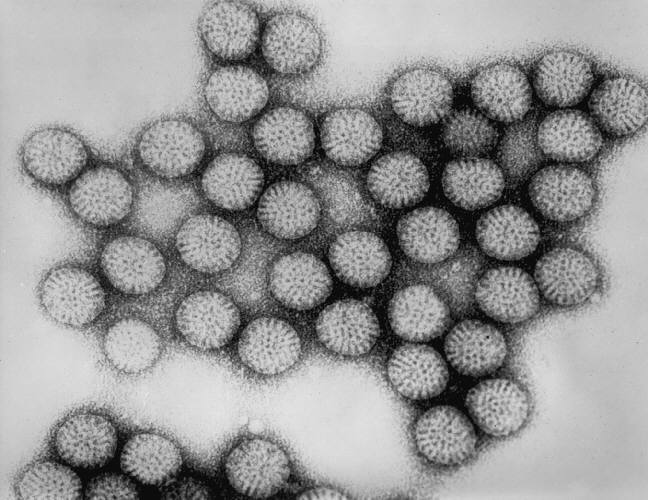
Rotavirus patří mezi Reoviridae a obsahuje dvouvláknovou RNA

Dvouvláknová RNA (dsRNA) je molekula RNA tvořená dvěma navzájem komplementárními vlákny ribonukleové kyseliny. To je neobvyklé, častější je totiž jednovláknová RNA. Vzniká vzájemným spárováním „sense“ a „antisense“ RNA řetězců, proto se také někdy označuje jako duplex. V rámci dvouvláknové RNA se mnohdy vyskytují zajímavé typy komplementarity, například antiparalelita, palindromy a podobně.

## Výskyt
Dvouvláknová RNA se vyskytuje například u některých RNA virů, označovaných díky tomu jako dsRNA viry. Patří k nim skupiny Birnaviridae, Cystoviridae, Chrysoviridae, Partitiviridae, Reoviridae a Totiviridae; pouze Reoviridae jsou však běžně uváděny v publikacích jako nejznámější příklad. Dvouvláknová RNA se však vyskytuje i mimo svět virů - příkladem za všechny je siRNA účastnící se RNA interference.
Vědci využívají dvouvláknových RNA k umlčování genů: když se na mRNA daného genu naváže odpovídající (komplementární) druhé vlákno RNA, nedojde k translaci a je tedy zablokována syntéza dané bílkoviny.